# Тиждень мозку
Тиждень мозку, також Тиждень знань про мозок, Всесвітній тиждень мозку  (англ. Brain Awareness Week) — всесвітня науково-популярна кампанія, покликана привернути увагу суспільства до досліджень у галузі нейронаук і вивчення мозку. Організовано і проводиться щорічно з 1995 року Товариством нейронаук США і благодійною фундацією Дана. Відбувається зазвичай у третій тиждень березня. Кампанія Тижня мозку асоційована з деякими іншими акціями, зокрема конкурсом International Brain Bee. 2014 року в акції взяли участь 55 країн, в яких відбулося понад 860 окремих заходів.

## Заходи
Науковці, викладачі університетів, шкільні вчителі, волонтери протягом Тижня мозку проводять акції з метою познайомити суспільство з новими дослідженнями у галузі нейронаук. Цільовою аудиторією є школярі, студенти, дорослі любителі науки. Проводяться лекції для органів влади з метою підвищити їхню обізнаність у необхідності досліджень захворювань мозку і методів їх лікування.
Серед звичайних заходів Тижня мозку:
- лекції про мозок для аудиторії різного рівня підготовки
- дні відкритих дверей у нейробіологічних лабораторіях університетів і інститутів
- виставки, пов'язані з мозком
- конкурси, ігри та уроки про мозок для школярів
- науково-популярні демонстрації дослідів, пов'язаних з дослідженням мозку.

## Учасники
У кампанії Тиждень мозку беруть участь науковці з провідних університетських лабораторій нейронаук, видавництв, які видають журнали з нейронаук, національних товариств нейронаук.

## Тиждень мозку в Україні
Уперше до Тижня мозку в Україні приєдналися науковці Українського товариства нейронаук у 2010 році. З 2011 року проводяться круглі столи в Київському будинку вчених, де провідні вчені читають науково-популярні лекції з питань життя та мозку, відбувається дискусія. Паралельно в Інституті фізіології НАН України проходять дні відкритих дверей для школярів, під час яких за участі дітей здійснюються науково-популярні експерименти. У 2015 році вперше подібний круглий стіл відбувся в приміщенні Київської міської ради.
У 2012 році в Київському національному університеті за сприяння ГО «Ноосфера» у рамках Тижня мозку відбулися науково-популярні лекції для студентів. У березні 2014 викладачі і студенти ННЦ «Інститут біології» провели науково-популярний квест «Ігри розуму» у Київському природничо-науковому ліцеї.